# Шипов Іван Опанасович
Шипов Іван Опанасович (1682—1749) — генерал-аншеф, головний командир Малоросійського тимчасового Правління гетьманського уряду (з 1 березня по 6 липня 1740 року), сибірський губернатор (з 17 вересня 1740 р. по 15 жовтня 1742 р.)

## Початок служби
І.Шипов був наближений до імператора Петра І. Згодом він отримав посаду флігель-ад'ютанта (капітанського рангу), а в 1730 р. звання майора та посаду [командир батальйону]] новосформованого Ізмайловського полку. 8 жовтня 1733 р. призначається членом Військової Колегії.
З 1736 року працює в підпорядкуванні правителя Лівобережної України князя Олексія Івановича Шаховського. Зокрема, Указом від 27 червня йому «повелевалось» набрати і вислати на кордон України 20000 осіб для охорони кордонів від ворожих нападів і набігів

## Керівництво Лівобережною Україною
Після смерті Головного командира Правління гетьманського уряду князя Івана Федоровича Барятинського був призначений 1 липня 1738 року на цю посаду, але не працював. 6 липня розпорядження це за поданням фельдмаршала Бурхарда Кристофа Мініха було скасовано. І.Шипов керував справами малоросійських і слобідських полків, виконував інші важливі доручення.
Лише після звільнення Олександр Іванович Рум'янцева 1 березня 1740 р. І. Шипов був призначений на посаду Головного командира Правління гетьманського уряду в Глухові. Однак його урядування було недовгим — лише до 6 липня 1740 року.
Після призначення на посаду керівника Лівобережною Україною Якова Кейта І.Шипов до 17 вересня 1740 року був на посаді Товариша Головного командира.

## Сибірське губернаторство
17 вересня 1740 р іменним указом Шипов був призначений Сибірським губернатором. На цій посаді він перебував до 15 жовтня 1742 року.
Помер 29 вересня 1749 року в чині генерал-аншефа.